# Панькино (Шекснинский район)
Панькино — деревня в Шекснинском районе Вологодской области.
Входит в состав сельского поселения Чёбсарское, с точки зрения административно-территориального деления — в Чёбсарский сельсовет.
Расстояние по автодороге до районного центра Шексны — 25 км, до центра муниципального образования Чёбсары — 10 км. Ближайшие населённые пункты — Коротково, Павшино, Пахомово.
По переписи 2002 года население — 2 человека.